# Delphinium elbursense
Delphinium elbursense là một loài thực vật có hoa trong họ Mao lương. Loài này được Rech.f. mô tả khoa học đầu tiên năm 1951.